# جنگجویان سپیده‌دم
جنگجویان سپیده‌دم (انگلیسی: Warriors of the Dawn; کره‌ای: 대립군) یک فیلم تاریخی محصول کره جنوبی سال ۲۰۱۷ به کارگردانی جونگ یونگ چول است و داستان آن در دوران تهاجم ژاپن به کره (۱۵۹۸–۱۵۹۲) واقع شده‌است و لی جونگ-جه و یو جین گو در آن بازی کردند. این فیلم در ۳۱ مه ۲۰۱۷ منتشر شد.

## بازیگران
- لی جونگ-جه در نقش تو وو
- یو جین گو در نقش شاهزاده گوانگ‌هه
- کیم مو یول در نقش گوک سو
- پارک وون سانگ در نقش جو سو
- ایسوم در نقش دوک یی
- به سو-بین در نقش یانگ سا
- کیم میونگ گون در نقش جونگ پان سو
- پارک هه-جون در نقش تاروبه
- اوه کوانگ-روک در نقش پاک‌مارک
- چو دونگ این در نقش سویی دول
- پارک جی هوان در نقش گروتا

## تولید
فیلم‌برداری اصلی در ۲۵ سپتامبر ۲۰۱۶ آغاز شد و در ۱۰ ژانویه ۲۰۱۷ به پایان رسید عنوان اصلی انگلیسی در ابتدا «The Proxy Soldiers» بود و بعداً به جنگجویان سپیده‌دم تغییر پیدا کرد.